# My friend Joe (The Cats)
My friend Joe is een lied van The Cats dat geschreven werd door Cees Veerman. Er verschenen meerdere versies van het nummer.
In 1971 werd een Engelstalige versie op het album Cats aglow uitgebracht, het eerste album waarop elk nummer geheel of gedeeltelijk werd geschreven door een Cat. Deze versie verscheen later op nog minstens vijf verzamelalbums, waaronder op One way wind (1972), De mooiste van The Cats (1985) en The Cats 100 (2008).
In 1972 werd er een vertaling uitgebracht onder de titel Mein Freund Joe. Dit nummer kwam op hun Duitse elpee Katzen-spiele te staan en stond later ook op andere albums, zoals op Deutsche Originalaufnahmen (1976) en Starportrait (1992). De vertaling werd geleverd door Otto Maske, een pseudoniem van John Möring.
Het nummer is een klassieker gebleken. In 2013 kwam het in de Volendammer Top 1000 terecht, een eenmalige all-timelijst die in 2013 door luisteraars van 17 Noord-Hollandse radio- en tv-stations werd samengesteld.
In het lied vraagt de zanger aan zijn vriendin of het klopt dat zij de vorige avond met zijn beste vriend Joe is uitgegaan. Hij probeerde haar te bellen en bleef alleen achter. Hij vindt dat ze niet mag huilen, omdat zij niets te verliezen heeft.